# 1920年代上海

## 中国共产党成立
在1920年代，上海亦受到政治风潮的影响。早在1920年，时居上海法租界石库门弄堂的陈独秀就接受苏俄影响，成立共产党组织。1921年7月，中国共产党在上海法租界秘密举行第一次代表大会。随后1922年7月和1925年1月，中共又在此召开二大和四大。
此后，中国共产党（1921年在上海法租界秘密成立）的中央机关仍然隐藏在公共租界中区闹市的云南路达数年之久，直到1933年江西苏区稳固后才迁往那里。期间曾经陆续有多名中共重要干部在租界内被捕。1931年6月22日，中国共产党第三任最高领导人向忠发在上海被捕，随即叛变并被杀。

## 上海自治
1923年6月，上海总商会宣布脱离曹锟北京政府，实行自治。

## 江浙战争
又称齐卢战争。民国初年，上海虽然在行政上属于江苏省，但驻防上海的历任松沪护军使均属于皖系，事实上受治于浙江督军，不受属于直系的江苏督军节制。1924年9月，江苏督军齐燮元，联合江西孙传芳、安徽张文生，向浙江督军卢永祥发动进攻。9月18日，齐燮元的军队攻陷杭州及浙江全省，卢永祥退往上海。10月，两军在上海近郊发生激战。13日，卢永祥下野东渡日本，江浙战争结束。这次战争破坏相当严重，造成规模不小的难民潮涌入上海租界。

## 五卅运动
1925年5月，从上海开始发生了影响深远的五卅运动。上海日资内外棉纱厂第八厂厂主枪杀罢工工人代表顾正红。5月30日，上万名工人、学生、群众前往租界组织大示威，部份学生在上海最繁华的商业街南京路被捕。其余学生及群众涌到老闸捕房门前交涉，印度巡捕向群众开枪，打死13人，打伤40多人，工部局宣布戒严。造成五卅慘案。事件引发中国社会各界对外国在华势力的不满情绪，各地普遍发生学生罢课、工人罢工、商人罢市，提出废除不平等条约，收回租界，取消列强在中国的各种特权的要求。英国方面做出了部分让步。上海公共租界的大规模越界筑路宣告终止。在五卅运动中，在美国圣公会差会开办的圣约翰大学，由于对降国旗问题的争论，郭斐蔚主教和卜舫济校长决定关闭这所大学，大部分学生脱离圣约翰，另外成立了光华大学。

## 四·一二事件
1927年4月，在上海发生了另一次改变历史进程的重大事件：四·一二事件。3月16日，白崇禧率领北伐军东路军到达上海南部边缘的龙华。3月21日到22日，共产党在幕后策划上海工人纠察队暴动，经过闸北地区的激战，占领了租界以外的上海市区。而上海青帮头目黄金荣、张啸林、杜月笙等组织右派工会“中华共进会”和“上海工界联合会”，与中共领导的上海总工会对抗。3月24日，北伐军攻入南京时，发生杀害外侨和英美军舰炮击南京的南京事件。4月2日，蔡元培、张静江、吴稚晖、李石曾等国民党员元老在上海召集中國國民黨中央監察委員會會議，要求阻止共产党人在国民党内部势力膨胀，进行“清黨”。上海两租界也深恐1月份收回汉口英租界和九江英租界的事件和3月24日南京事件在上海重演，在蔣保證不以武力改變租界現狀後答應提供援助。4月11日夜，杜月笙诱捕并杀害上海总工会负责人汪寿华。4月12日凌晨，“中华共进会”和“上海工界联合会”成员从上海租界冲出，攻击华界的上海总工会纠察队。白崇禧的国民革命军第26军对工人纠察队强行缴械，杀伤300多人。4月13日，上海总工会召开工人大会，声讨蒋介石。会后，10万多工人、学生到宝山路国民党26军第二師周风歧司令部请愿。士兵向人群扫射，当场打死100多人，伤者不计其数。接着，蒋介石下令解散上海特别市临时政府、上海总工会，和一切共产党组织，搜捕共产党员及支持者，逮捕千餘人，並將首要份子槍決。至15日，有300多人被杀，500多人被捕，5000多人失踪。

## 外滩建筑群大规模改建

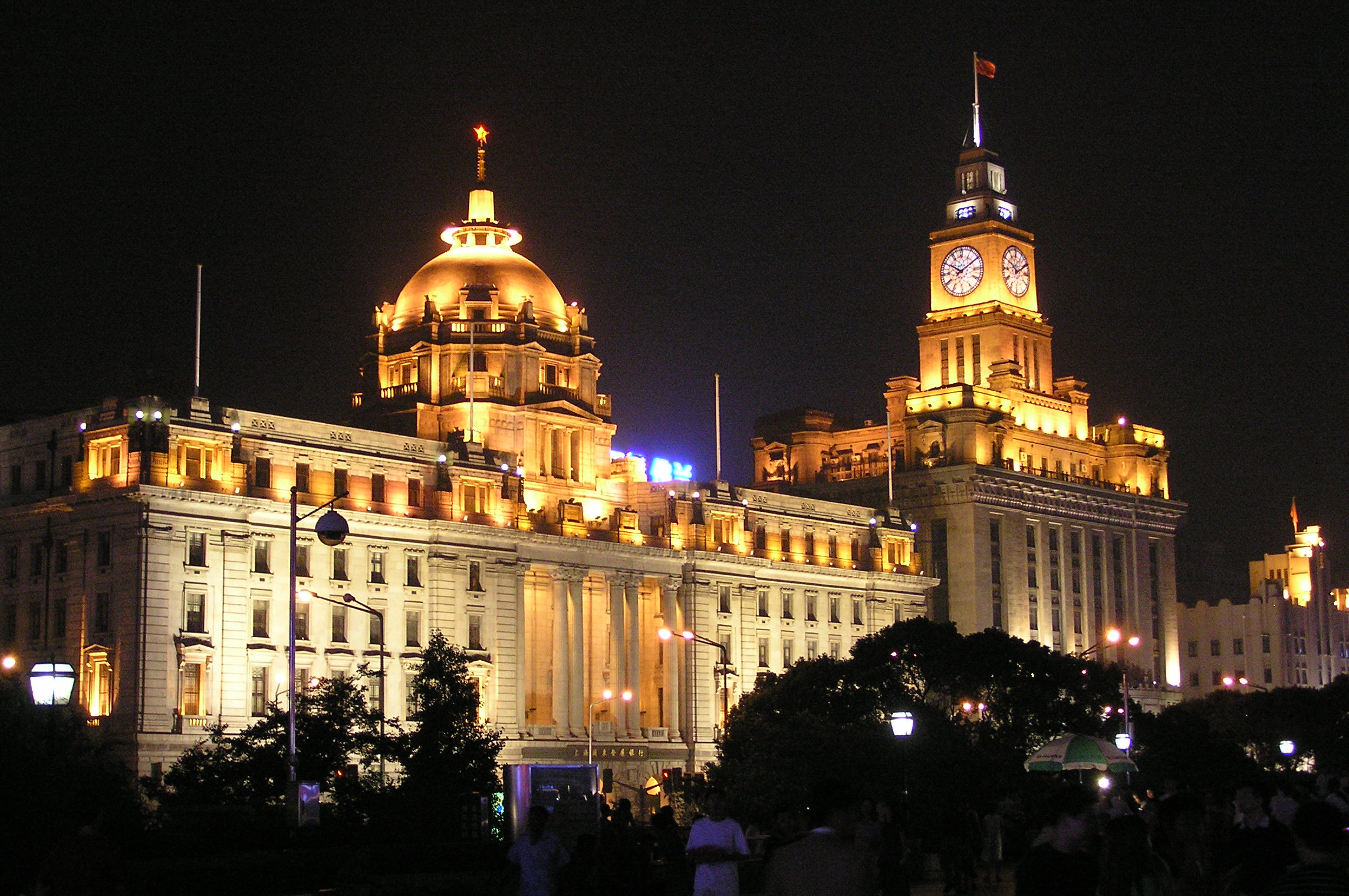
滙丰银行大楼和江海关大楼

1920年代，外滩23座建筑物中，有12座进行了改建。它们是：外滩4号的有利大楼、外滩5号的日清大楼、外滩12号的汇丰银行大楼、外滩13号的江海关大楼、外滩16号的台湾银行大楼、外滩17号的字林大楼、外滩18号的麦加利银行大楼、外滩20号的沙逊大厦、外滩24号的横滨正金银行大楼、外滩26号的扬子大楼、外滩27号的怡和洋行大楼和外滩28号的格林邮船大楼，其中有8座为英资公和洋行设计，包括1923年6月23日落成的汇丰银行大楼、1927年12月19日落成的江海关大楼，以及1929年9月5日落成的沙逊大厦。